# San Sebastián de las Grutas
San Sebastián de las Grutas är en ort i Mexiko.   Den ligger i kommunen Villa Sola de Vega och delstaten Oaxaca, i den sydöstra delen av landet, 400 km sydost om huvudstaden Mexico City. San Sebastián de las Grutas ligger 1 708 meter över havet och antalet invånare är 926.
Terrängen runt San Sebastián de las Grutas är lite bergig. Runt San Sebastián de las Grutas är det glesbefolkat, med 17 invånare per kvadratkilometer. Närmaste större samhälle är Ayoquezco de Aldama, 13,5 km öster om San Sebastián de las Grutas. I omgivningarna runt San Sebastián de las Grutas växer huvudsakligen savannskog.